# Peter Cooper Hewitt
Peter Cooper Hewitt, född 5 maj 1861, död 25 augusti 1921, var en amerikansk elektroingenjör och uppfinnare känd för kvicksilverlampan (1901) med en förbättrad modell 1903, kvicksilverånglikriktaren (1903) och Hewitt-Sperrys Automatiska Aeroplan (1916).
Han var utbildad vid Stevens Institute of Technology i Hoboken och Columbia School of Mines vid Columbia University.
Han var gift med Lucy Bond Work, från vilken han barnlös skiljde sig 1918 för att istället äkta Marion (även Maryon) Jeanne Andrews med vilken han fått dottern Ann Cooper Hewitt 1914 som han adopterade i samband med giftermålet.